# Зорин, Леонид Генрихович
Леони́д Ге́нрихович Зо́рин (настоящая фамилия Зальцман; 3 ноября 1924[…], Баку — 31 марта 2020, Москва) — русский писатель, поэт, переводчик, драматург и сценарист.

## Биография
Родился в Баку, в семье экономиста-плановика финансового отдела Бакинского Совета Генриха Григорьевича Зальцмана (1894—1955). Семья жила на Бондарной улице, дом 31. Очень рано, в возрасте четырёх лет, начал сочинять стихи. В 1934 году были опубликованы его детские произведения, получившие благосклонную оценку М. Горького. Писатель написал о талантливом юноше статью «Мальчик», которая была опубликована в «Правде» и других газетах. Первый поэтический сборник «Стихи» вышел, когда Леониду было десять лет.
В юношеские годы, ещё под исходной фамилией, начал писать либретто к оперным постановкам Азербайджанского театра оперы и балета (мать будущего драматурга была оперной певицей, солисткой Азербайджанской филармонии); в частности, написал либретто к опере Моисея Вайнштейна «Сигнал» (1944) и к опере Б. И. Зейдмана «Маскарад» (1944) по драме М. Ю. Лермонтова, выполнил стихотворный перевод либретто Гейдара Исмаилова к 4-актной опере Б. В. Асафьева «Волшебный замок» («Славянская красавица», 1940).
В 1930—1940-е годы опубликовал ряд переводов азербайджанской поэзии (Сэнсиз (Без тебя): Для голоса и фортепиано. / Слова Низами. Азерб. пер. Дж. Хандана. Пер. Л. Зальцмана. — Баку: Азернешр, 1944. — 10 с.), два перевода из Низами («Без тебя» и «Возлюбленная») вошли в антологию «Песни и романсы азербайджанских композиторов на газели Низами» (для голоса и фортепиано / Под ред. Ф. Амирова. — Баку: АзМузгиз, 1947).
Окончил Азербайджанский университет им. С. М. Кирова (1946), затем московский Литературный институт им. М. Горького (1947). В 1946—1948 годах работал заведующим литературной частью Бакинского русского драматического театра, корреспондентом газеты «Советское искусство».
В 1948 году переехал из Баку в Москву. В 1949 году в московском Малом театре была поставлена первая пьеса Зорина — «Молодость». В дальнейшем его новые пьесы появляются почти ежегодно, по некоторым из них снимаются фильмы. Многие его пьесы имели непростую театральную судьбу — часто запрещались к показу уже готовые спектакли. Так произошло со спектаклями «Гости», который поставил в Ермоловском театре его главный режиссёр А. М. Лобанов, и «Римской комедией» в постановке Г. А. Товстоногова. Оба спектакля прошли по одному разу и были со скандалом сняты по цензурным соображениям. Член КПСС с 1952 года.
В 1967 году поставили знаменитую пьесу «Варшавская мелодия» в театре имени Вахтангова и в театре имени Ленсовета.
С конца 1970-х годов Леонид Зорин писал прозу. Издал романы «Старая рукопись» (1980), «Странник» (1984), «Злоба дня» (1992), повесть «Главная тема» (1981).
Один из самых популярных в СССР и России фильмов по его, фактически автобиографичной (в образе Костика Зорин вывел самого себя) пьесе — «Покровские ворота» (экранизация — 1982). Эта культовая картина отобразила целую эпоху, связанную с периодом, предшествующим «оттепели» 1960-х годов.
В 1995 году выпустил книгу воспоминаний «Авансцена: записки драматурга», в 1999 году — сборник статей «Зелёные тетради». Среди последних произведений автора — романы «Юпитер» (2002), «Сансара» (2004), «Выкрест» (2007), «Глас народа» (2008), «Трезвенник», «Кнут», «Завещание Гранда», «Тень слова», «Господин Друг», «Забвение». Сочинения писателя переведены на английский, немецкий, французский, испанский, болгарский, польский, сербский и другие языки. Посмертно вышел сборник «Десятый десяток: проза 2016—2020» (2022), составленный его сыном Андреем.
Всё творчество Леонида Генриховича пронизано нотками бакинской душевности и теплоты. Вроде пишет он о Москве или Варшаве, а ты узнаёшь в его персонажах бакинцев. Не забывает он упомянуть при случае и родной город, как например в лучшей его пьесе «Варшавская мелодия», которая 50 лет не сходит со сцены, пережив с десяток разных постановок.
Был членом Союза кинематографистов РФ.
Скончался в Москве ночью 31 марта 2020 года в возрасте 95 лет от остановки сердца. Похоронен на Троекуровском кладбище (18 уч.).

### Семья
Первая жена — Генриетта Григорьевна Зорина (урождённая Рабинович), театровед. Сын — Андрей Зорин (род. 1956), литературовед, профессор.
Вторая жена — Татьяна Геннадиевна Поспелова (род. 1935), музыковед, дочь Г. Н. Поспелова.

## Творчество

### Пьесы
- «Молодость», 1949
- «Вечер воспоминаний», 1951
- «Азовское море», 1952
- «Откровенный разговор», 1953
- «Гости», 1954 (новая редакция — 1987)
- «Чужой паспорт», 1956
- «Алпатов», 1957
- «Светлый май», 1958
- «Добряки», 1959
- «Прощание», 1959
- «Увидеть вовремя», 1960
- «Чемпионы», 1960
- «По московскому времени», 1961
- «Друзья и годы», 1962 (в пьесе, состоящей из 14 сцен, действие которых происходит с 1934 по 1961 год, прослеживаются судьбы нескольких друзей юности)
- «Энциклопедисты», 1962
- «Палуба», 1963
- «Римская комедия» («Дион»), 1965 (действие происходит во времена римского императора Домициана)
- «Декабристы» (историческая трагедия), 1966
- «Варшавская мелодия», 1967
- «Серафим, или Три главы из жизни Крамольникова», 1967
- «Коронация», 1968
- «Стресс», 1969
- «Театральная Фантазия» 1971
- «Покровские ворота», 1974
- «Царская охота», 1974
- «Медная бабушка», 1975
- «Незнакомец», 1976
- «По ком звонит колокол» (по роману Э. Хемингуэя), 1977
- «Мужчина и женщины» (фильм-спектакль), 1978
- «Измена», 1979
- «Карнавал», 1981
- «Счастливые строчки Николоза Бараташвили», 1984
- «Пропавший сюжет», 1985
- «Цитата», 1985
- «Максим в конце тысячелетия», 1989
- «Союз одиноких сердец», 1991
- «Граф Алексей Константинович», 1992
- «Торжественная комедия», 2009

### Постановки пьес
- 1965 — «Римская комедия» в постановке Георгия Товстоногова (БДТ — запрещена)
- 1965 — «Дион» в постановке Рубена Симонова (Театр имени Вахтангова)
- 1967 — «Варшавская мелодия» в постановке Рубена Симонова (Театр имени Вахтангова)
- 1967 — «Варшавская мелодия» в постановке Игоря Владимирова (Театр имени Ленсовета)
- 1969 — «Коронация» в постановке Евгения Симонова (Театр имени Вахтангова)
- 1975 (?) — «Покровские ворота» в постановке Михаила Козакова (Театр на Малой Бронной)
- 1977 — «Царская охота» в постановке Романа Виктюка (Театр имени Моссовета)[23]
- 1986 — «Цитата» в постановке Павла Хомского (Театр имени Моссовета)
- 2003 — «Роковая опечатка» в постановке Павла Хомского (Театр имени Моссовета)
- 2007 — «Варшавская мелодия» в постановке Льва Додина (Академический Малый Драматический театр — Театр Европы)
- 2009 — «Варшавская мелодия» в постановке Сергея Голомазова (Театр на Малой Бронной)
- 2014 — «Римская комедия» в постановке Павла Хомского (Театр имени Моссовета)
- 2015 — «Варшавская мелодия» в постановке Александра Дубинина (Архангельский театр драмы имени М. В. Ломоносова)
- 2019 — «Варшавская мелодия» в постановке Дениса Хусниярова (Русский драматический театр «Мастеровые» г. Набережные Челны)
- 2021 — «Дядя Лёва» по пьесе «Покровские ворота» в постановке Константина Богомолова (Театр на Малой Бронной)
- 2023 — «Измена» в постановке Владимира Панкова (Свердловский театр драмы)
- 2023 — «Варшавская мелодия. Перекрёсток» в постановке Владимира Иванова (Театр имени Вахтангова)
- 2023 — «Варшавская мелодия» в постановке Ирины Камыниной (Новосибирский академический молодёжный театр «Глобус»)

### Сценарии кино
- 1958 — Звени, наша юность (документальный)
- 1960 — Леон Гаррос ищет друга — совместно с С. Михалковым
- 1960 — Шурик и Шарик (документальный)
- 1961 — Мир входящему — совместно с А. Аловым и В. Наумовым
- 1961 — Человек ниоткуда
- 1965 — Друзья и годы
- 1966 — Скверный анекдот — совместно с А. Аловым и В. Наумовым
- 1970 — Секундомер
- 1972 — Гроссмейстер
- 1976 — Всегда со мною…
- 1978 — Мужчина и женщины — телеспектакль
- 1979 — Добряки
- 1980 — Незнакомец — телеспектакль
- 1982 — Транзит
- 1982 — Покровские ворота
- 1982 — Свидание
- 1984 — Проделки Скапена
- 1987 — Портрет — телеспектакль
- 1988 — Цитата — телеспектакль
- 1989 — Закон
- 1990 — Царская охота
- 1999 — Московское гнездо (телеспектакль)
- 2008 — Тяжёлый песок — телесериал

### Проза
- Старая рукопись (1980)
- Хохловский переулок (1980), повесть
- Главная тема (1981)
- Алексей (1981), повесть
- Странник (1984)
- Прощальный марш (1984), повесть
- Осенний юмор (1986)
- Злоба дня (1992)
- Авансцена. Мемуарный роман (1997)
- Тень слова (1997), повесть
- Сюжеты (1998)
- Господин друг (2000) повесть
- Трезвенник (2001) роман
- Из жизни Багрова (2001) рассказы
- Кнут (2001), маленький роман
- Юпитер (2002), роман
- Из жизни Ромина (2003)
- Забвение (2004), маленький роман
- Сансара (2004), роман
- Завещание Гранда (2005), маленький роман
- Обида (2005), маленький роман
- Он (2006), монолог
- Восходитель(2006), монолог
- Письма из Петербурга (2007), эпистолярные монологи
- Выкрест (2007), роман-монолог
- Медный закат (2008), прощальный монолог
- Островитяне (2008), футурологический этюд
- Глас народа (2008), московский роман
- Юдифь (2009), маленькая повесть
- Стихи из дневников (1981—2008)
- Из «Зелёных тетрадей»
- Десятый десяток. Проза 2016—2020. М.: Новое литературное обозрение, 2022. — 648 с.

## Награды и премии
- Орден «Знак Почёта» (18 ноября 1974 года) — за заслуги в области советской литературы и в связи с пятидесятилетием со дня рождения[24]
- Почётная грамота Президиума Верховного Совета РСФСР (29 января 1985 года) — за многолетнюю плодотворную литературную и общественную деятельность[25]
- Лауреат конкурсов
  - на лучшую комедию (1977)
  - на лучшую пьесу о деловых людях России (1995)
  - Всероссийского конкурса драматургов ([1996)
  - премии «Золотой телёнок» «Литературной Газеты» («Клуба 12 стульев») (1975, 1982, 1985)
  - журнала «Крокодил» (1983)
  - фонда журнала «Знамя» (2001)
- Литературная Премия Ивана Петровича Белкина за автобиографическую повесть «Медный закат» (2008)[26]
- Премия «Большая книга» (III премия) за сборник «Скверный глобус» (2009)[27]